# Třída San Giorgio (1908)
Třída San Giorgio byla třída pancéřových křižníků italského královského námořnictva. Byly to největší a nejsilnější pancéřové křižníky italského námořnictva. Zatímco prototypový San Giorgio poháněly parní stroje, jeho sesterská loď San Marco byla první italskou válečnou lodí poháněnou parními turbínami. Celkem byly postaveny dvě jednotky této třídy. Byly nasazeny za první světové války a za druhé světové války plnily pomocné úkoly, přičemž byly oba potopeny.

## Stavba

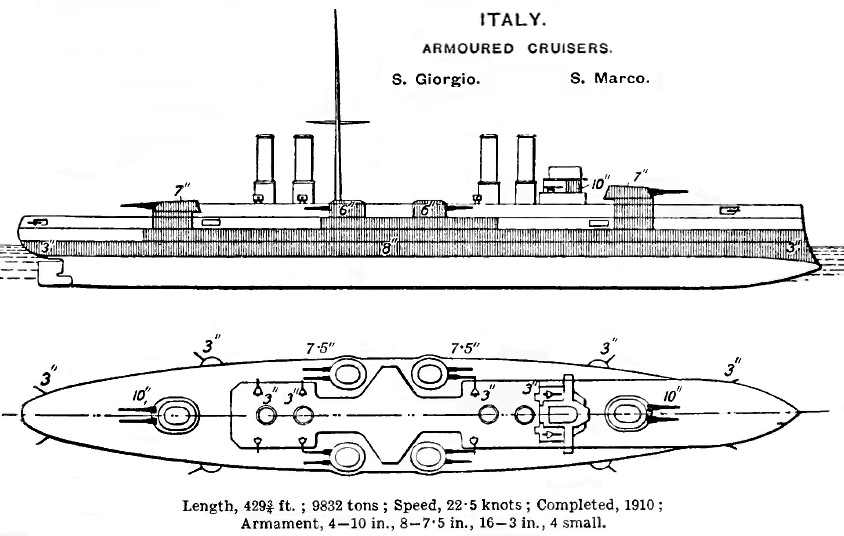
Základní uspořádání a řešení pancéřování

Křižníky třídy San Giorgio konstrukčně navazovaly na předcházející třídu Pisa. Měly podobnou výzbroj, ale vylepšenou pancéřovou ochranu, nautické vlastnosti a prostory pro posádku. Italská loděnice Regio Cantiere di Castellammare di Stabia v Castellammare di Stabia postavila v letech 1905–1911 dva křižníky této třídy.
Jednotky třídy San Giorgio:
| Jméno       | Založení kýlu | Spuštěna          | Vstup do služby  | Osud |
| ----------- | ------------- | ----------------- | ---------------- | --- |
| San Giorgio | 1905          | 27. července 1908 | 1. července 1910 | Od roku 1938 loď pobřežní obrany, od roku 1940 protiletadlová baterie, 1941 potopen v Tobruku, neopraven. |
| San Marco   | 1907          | 20. prosince 1908 | 7. února 1911    | Ve 30. letech upraven na cílovou loď, roku 1943 ukořistěn Němci a roku 1944 potopen, po válce sešrotován. |

## Konstrukce

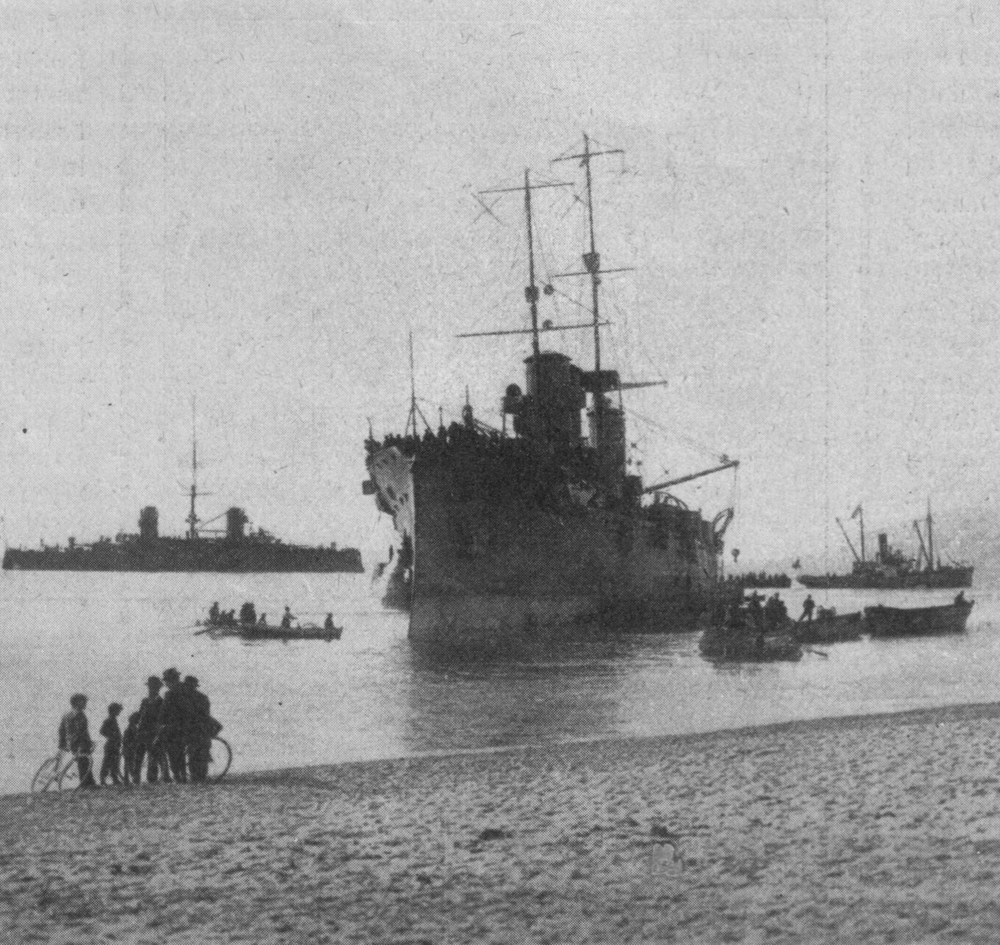
San Giorgio roku 1913 po najetí na mělčinu

Hlavní výzbroj tvořily čtyři 254mm kanóny ve dvouhlavňových věžích, které doplňovalo dalších osm těžkých děl ráže 190 mm v dvoudělových věžích na bocích trupu. Lodě dále nesly osmnáct 76mm kanónů, dva 47mm kanóny, dva 6,5mm kulomety a tři 450mm torpédomety.
Pohonný systém se u obou lodí lišil. Pohon křižníku San Giorgio obstarávaly dva parní stroje s trojnásobnou expanzí, kterým páru dodávalo 14 kotlů Blechynden. Lodní šrouby byly dva. Pohonný systém měl výkon 19 500 hp. Křižník dosahoval rychlosti 23,2 uzlu. Jeho dosah byl 6270 námořních mil při rychlosti 10 uzlů. Druhý křižník San Marco byl poháněn parními turbínami Parsons, kterým páru dodávalo 14 kotlů Babcock & Wilcox. Lodní šrouby byly čtyři. Pohonný systém měl výkon 23 000 hp. Křižník dosahoval rychlosti 23,8 uzlu. Jeho dosah byl 4800 námořních mil při rychlosti 10 uzlů.

### Modernizace

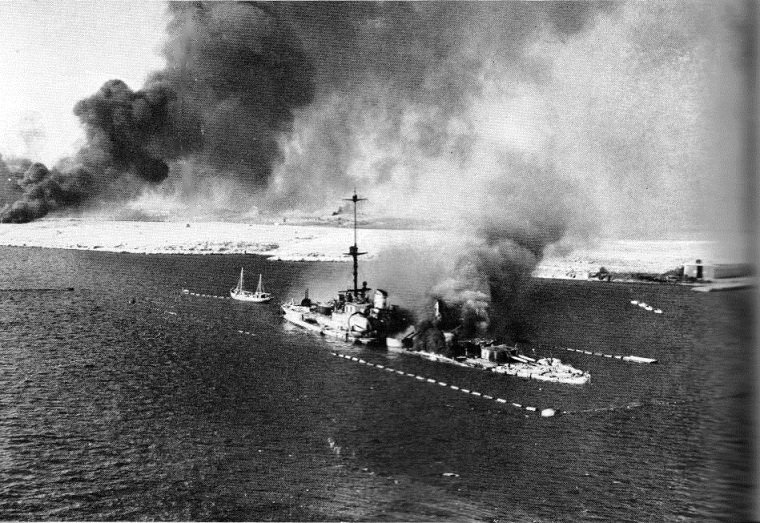
San Giorgio potopený roku 1941 v Tobruku

San Giorgio byl v letech 1937–1938 v Arsenale di La Spezia přestavěn na loď pobřežní obrany. Standardní výtlak byl 9470 t a plný 11 500 t. Modifikováno bylo složení výzbroje, kterou tvořily čtyři 254mm kanóny, osm 190mm kanónů, osm 100mm kanónů a čtyři 13,2mm kulomety. Původně kotle nahradilo osm na jiné palivo, dva komíny byly odstraněny. Výkon pohonného systému klesl na 18 200 hp, rychlost se snížila na 18,6 uzlu.
Roku 1940 byla zesílena protiletadlová výzbroj. Přidány byly další dva 100mm kanóny, dvanáct 20mm kanónů a deset 13,2mm kulometů.

## Služba
Oba křižníky byly nasazeny za první světové války. Křižník San Giorgio byl za druhé světové války využíván jako protiletadlová baterie v Tobruku.